# Cerbera manghas
Cerbera manghas ist eine Pflanzenart aus der Gattung Cerbera innerhalb der Familie der Hundsgiftgewächse (Apocynaceae). Sie gedeiht ursprünglich an den Küsten und wird als Ziergehölz aber auch im Landesinneren verwendet.

## Beschreibung

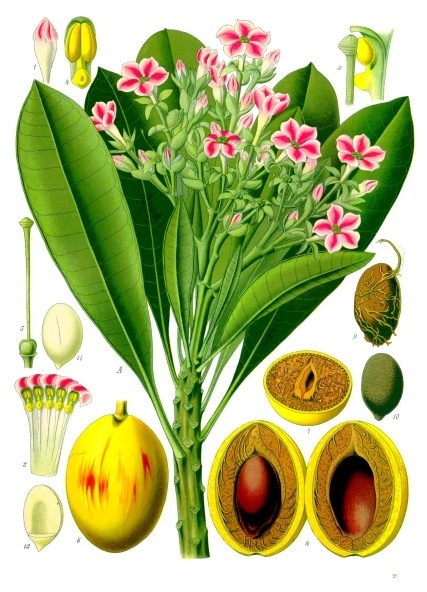
Illustration aus Köhler's Medizinalpflanzen

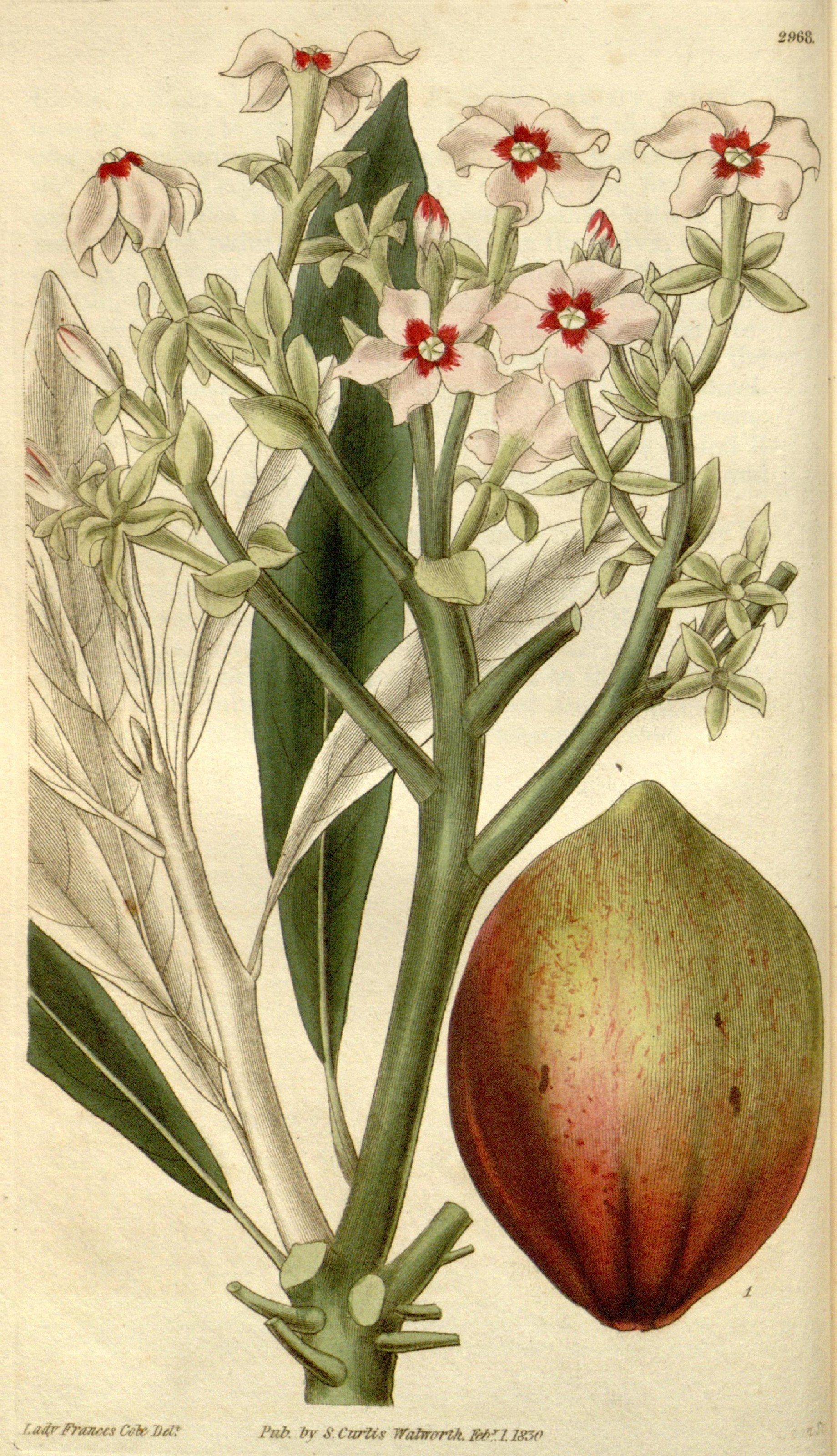
Illustration aus Curtis's Botanical Magazine

### Vegetative Merkmale
Cerbera manghas wächst als immergrüner Baum oder Strauch und erreicht Wuchshöhen von 8 bis zu 12 Metern. Die Borke ist grau-braun. Auf der Rinde der Zweige sind Blattnarben erkennbar. Cerbera manghas führt einen giftigen Milchsaft.
Die wechselständig und spiralig angeordneten Laubblätter sind in Blattstiel und -spreite gegliedert. Der Blattstiel ist meist 2,5 bis 6 (1,5 bis 6,2) Zentimeter lang. Die ledrige, zweifarbige, einfach Blattspreite ist bei einer Länge von meist 15 bis 25 (6 bis 37) Zentimetern sowie einer Breite von meist 4 bis 7 (2,3 bis 7,8) Zentimeter elliptisch-verkehrt-eiförmig mit keilförmiger Basis und spitzem bis mehr oder weniger lang zugespitztem oberen Ende und ganzrandig. Es sind auf jeder Seite der Mittelrippe 25 bis 32 Seitennerven und eine erhabene Netznervatur vorhanden.

### Generative Merkmale
Der gedrungene Blütenstandsschaft ist 5 bis 21 Zentimeter lang. Der endständige Blütenstand enthält locker angeordnet meist weniger als 30 Blüten. Der Blütenstiel ist bei einer Länge von 1 bis 2 Zentimetern stielrund.
Die süß duftenden, relativ großen, zwittrigen Blüten sind radiärsymmetrisch und fünfzählig mit doppelter Blütenhülle. Die fünf nur an ihrer Basis verwachsenen Kelchblätter sind bei einer Länge von 1,2 bis 2,5 Zentimetern lanzettlich bis lanzettlich-eiförmig. Die Blütenkrone ist bei einer Länge von 3 bis 4 Zentimetern sowie einem Durchmesser von 2 bis 3,5 oder 4 bis 7 Zentimetern stieltellerförmig. Die Blütenkrone ist weiß mit rosafarbenen bis rotem Schlund. Die außen kahle, innen zottig behaarte Kronröhre ist 2,2 bis 3,5, manchmal bis zu 4 Zentimeter lang und etwas oberhalb der Staubblätter etwas geweitet, aber dann wieder verengt. Die fünf Kronlappen sind bei einer Länge von 1,5 bis 2,6 Zentimetern eiförmig bis verkehrt-eiförmig und sichelförmig. Die fünf im oberen Bereich der Kronröhre inserierten Staubblätter überragen die Blütenkrone nicht. Die Staubbeutel sind länglich. Es sind zwei freie Fruchtblätter mit je zwei Samenanlagen vorhanden. Der fadenförmige Griffel endet in zwei Griffelästen.
Die einzeln stehenden, glatten Steinfrüchte mit zweiteiligem Perikarp sind bei einer Länge von meist 6 bis 7 (5 bis 8) Zentimetern sowie einem Durchmesser von 3,5 bis 4 oder 4 bis 6 Zentimetern eiförmig-kugelig, bei Reife rötlich und enthalten meist nur einen Samen.
Die Chromosomenzahl beträgt 2n = 40.

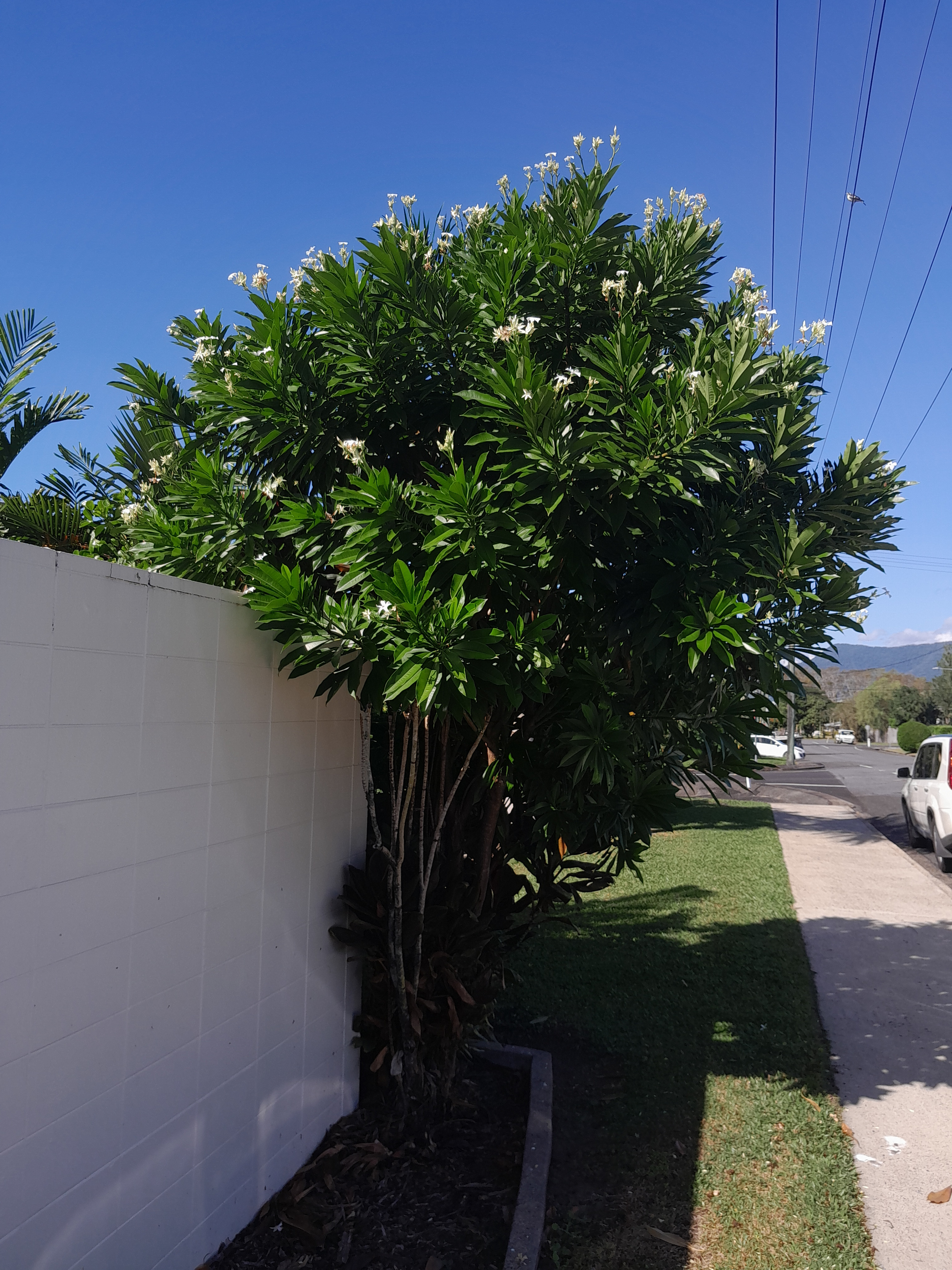
Habitus als Ziergehölz

## Phänologie und Ökologie
Blüten und Früchte sind in Australien das ganze Jahr über vorhanden. In China reicht die Blütezeit von März bis Oktober und die Früchte reifen von Juli bis Dezember.
Die relativ großen Samen sind schwimmfähig.

## Vorkommen
Das Verbreitungsgebiet von Cerbera manghas ist disjunkt. Es gibt Fundortangaben für Tansania, Madagaskar, Mauritius, die Andamanen, die Seychellen, die Komoren, Sri Lanka, Indien, Bangladesch, Myanmar, Laos, Kambodscha, Vietnam, das südöstliche bis südliche China, Taiwan, Hainan, Thailand, die Malaiische Halbinsel, Borneo, Neuguinea, Northern Territory, Queensland, Sulawesi, den Bismarck-Archipel, die Karolinen, die Weihnachtsinsel, Fidschi, die Gilbert-Inseln, Java, Sumatra, die Kleinen Sunda-Inseln, Maluku, die Marquesas, die Marshall-Inseln, Nansei-Inseln, Nauru, Neukaledonien, die Nikobaren, die Philippinen, die Pitcairn-Inseln, Samoa, die Santa-Cruz-Inseln, die Gesellschaftsinseln, die Salomonen, Tonga, Tuamotu, die Insel Tubuai, Vanuatu sowie Wallis und Futuna.
Cerbera manghas wächst an Küstenstandorten, oft in Mangrovenwäldern.
Cerbera manghas wurde in Hawaii und anderen tropischen Ländern als Ziergehölz eingeführt.

## Taxonomie
Die Erstveröffentlichung von Cerbera manghas erfolgte 1753 durch  Carl von Linné in Species Plantarum, Tomus I, S. 208. Synonyme für Cerbera manghas L. sind: Cerbera linnaei Montrouz., Cerbera manghas var. acutisperma Boiteau, Cerbera manghas var. mugfordii (F.M.Bailey) Domin, Cerbera odollam var. mugfordii F.M.Bailey, Cerbera tanghin Hook., Cerbera venenifera (Poir.) Steud., Elcana seminuda Blanco, Odollamia manghas (L.) Raf., Odollamia moluca Raf., Tabernaemontana obtusifolia Poir., Tanghinia manghas (L.) G.Don, Tanghinia veneneflua G.Don, Tanghinia venenifera Poir.

## Trivialnamen
Gottesurteilsbohne, Zerberusbaum, oder Malagasy: Tangena, englische Sprache: sea mango, Grey Milkwood, Cerbera, Dog Bane, Pink-eyed Cerbera.

## Gift
Der Gattungsname Cerbera leitet sich von Kerberos, latinisiert Cerberus, dem Höllenhund und Torhüter in der griechischen Mythologie, der den Eingang zur Unterwelt bewacht, ab; dies bezieht sich auf die giftigen Samen.
Die Blätter und Früchte enthalten das starke Herzglykosid Cerberin, welches bei Einnahme extrem giftig ist. Das Gift wurde zur Jagd verwendet und erlangte traurige Berühmtheit, weil es in Gerichtsverfahren gegen Verdächtige im Merina-Königreich auf der Insel Madagaskar, zur Durchführung von Gottesurteilen (Tangena) benutzt wurde.
Die Tradition der Tangena-Tortur, die im Laufe der Zeit verschiedene Formen angenommen hat, reicht mindestens bis ins 16. Jahrhundert in Imerina zurück. Das zentrale Hochlandkönigreich beherrschte vier Jahrhunderte später die Bevölkerung fast der gesamten Insel. Es wurde geschätzt, dass das Gift im Durchschnitt jedes Jahr für den Tod von bis zu 2 % der Bevölkerung der Zentralprovinz Madagaskar verantwortlich war, mit viel höheren Sterblichkeitsraten zu bestimmten Zeiten, beispielsweise während der Regierungszeit der Königin Ranavalona I. (1828–1861), als die zugehörigen Rituale besonders oft durchgeführt wurden.
Der Glaube an die Echtheit und Genauigkeit der Tangena-Tortur war so stark, dass unschuldige Menschen, die eines Verbrechens verdächtigt wurden, nicht zögerten, sich ihr zu unterwerfen; einige zeigten sogar Eifer, sich testen zu lassen. Die Verwendung von rituellen Giften in Madagaskar wurde 1863 von König Radama II. abgeschafft, aber auch nachdem sie offiziell verboten worden war, dauerte ihre Verwendung noch mindestens mehrere Jahrzehnte an.
Die Frucht wurde Berichten zufolge auch in den Marquesas oft als Mittel zum Selbstmord benutzt und wird in Hawaii manchmal als „suicide apple“ bezeichnet.

## Nutzungen
In Sri Lanka wird das leichte Holz zur Herstellung traditioneller Masken verwendet.

## Galerie

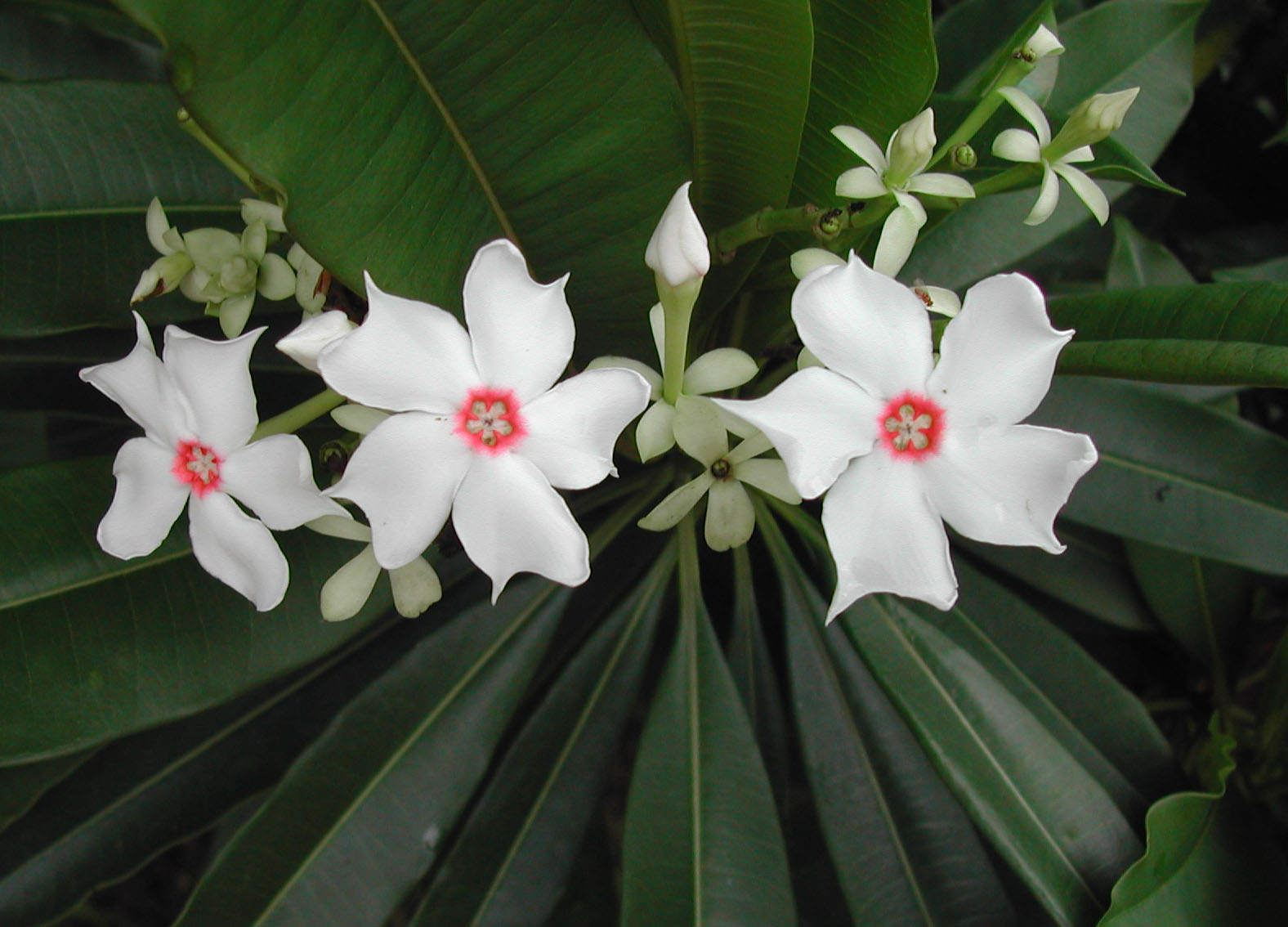
Blüten
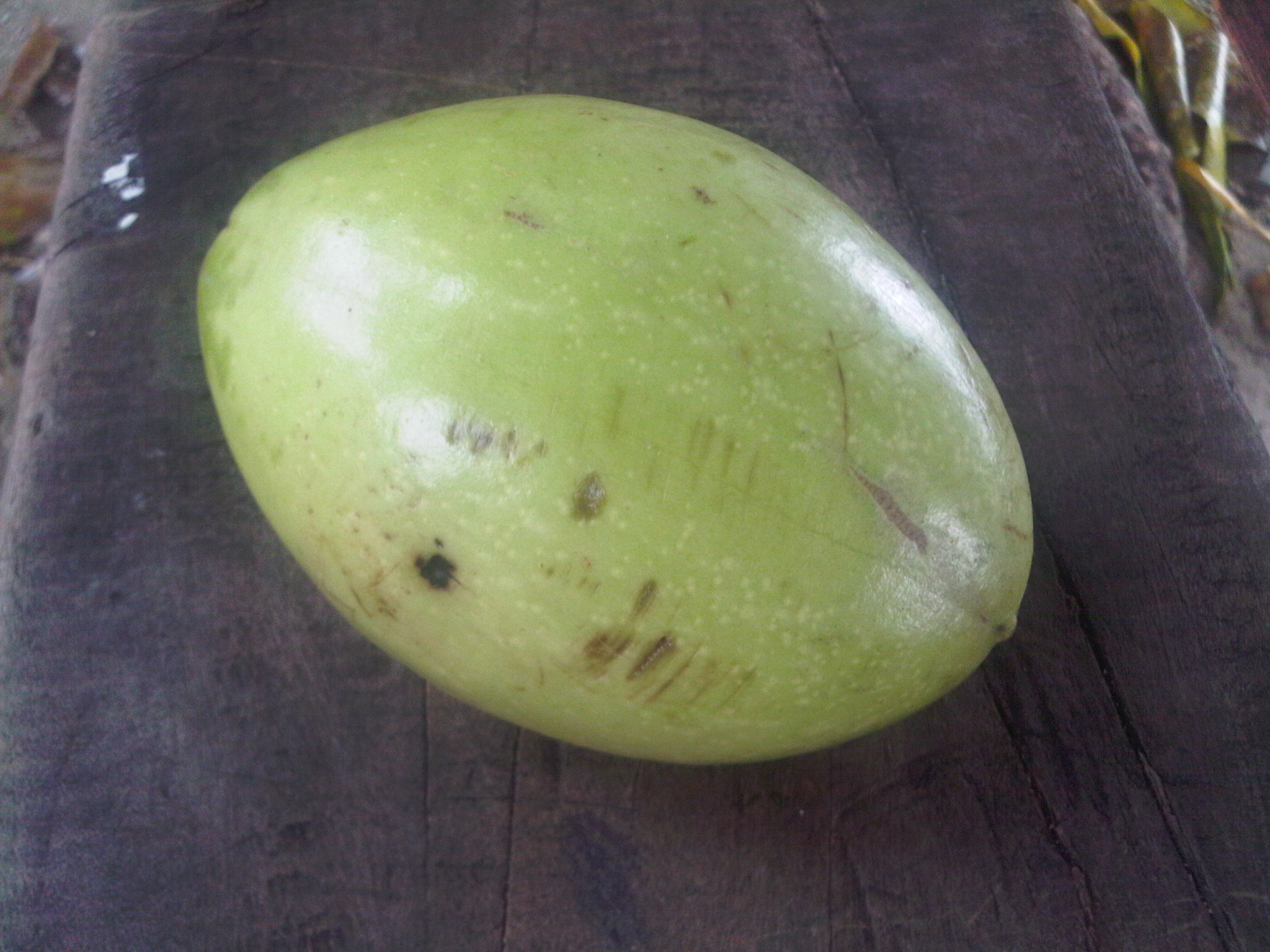
Unreife Frucht